# جائزة بلجيكا الكبرى 1992
جائزة بلجيكا الكبرى 1992 هو سباق فورمولا 1 أقيم بتاريخ 30 أغسطس 1992 في حلبة دي سبا فرانكورشومب، حمام معدني، بلجيكا. كان الثاني عشر من أصل 16 في بطولة العالم لسباقات الفورمولا واحد موسم 1992. حلّ الألماني مايكل شوماخر أولا بينما جاء البريطاني نايجل مانسيل في المركز الثاني وحصل على المركز الثالث الإيطالي ريكاردو باتريس.

## وصلات خارجية
- الموقع الرسمي